# Spencer Bell
Spencer Bell (Lexington, 25 settembre 1887 – Los Angeles, 18 agosto 1935) è stato un attore statunitense.

## Filmografia parziale
- Ridolini e la mano nera (Passing the Buck), regia di Larry Semon (1919) - cortometraggio
- Shipwrecked Among Animals, regia di Alfred J. Goulding (1922) - cortometraggio
- Me and My Mule, regia di Al Herman (1922) - cortometraggio
- Ridolini e le modelle (The Gown Shop), regia di Larry Semon (1923) - cortometraggio
- Ridolini pugilista (Horseshoes), regia di James D. Davis e Larry Semon (1923) - cortometraggio
- Il mago di Oz (Wizard Of Oz), regia di Larry Semon (1925)
- Blue Blood, regia di Scott R. Dunlap (1925)
- Pink Elephants, regia di Stephen Roberts (1926) - cortometraggio
- Il tassì di mezzanotte (The Midnight Taxi), regia di John G. Adolfi (1928)